# 의안 정씨
의안 정씨(義安鄭氏)는 경상남도 창원시를 본관으로 하는 한국의 성씨이다. 시조는 고려에서 내전숭반(內殿崇班)을 지낸 정선(鄭瑄)이다.

## 참고 자료
- “의안정씨(義安鄭氏)”. 뿌리를 찾아서.[깨진 링크(과거 내용 찾기)]